# CXCL10
CXCL10（C-X-C motif chemokine ligand 10）またはIP-10（interferon gamma-induced protein 10）は、ヒトではCXCL10遺伝子にコードされる約8.7 kDaのタンパク質である。CXCL10はCXCケモカインファミリーに属するサイトカインである。

## 遺伝子
CXCL10遺伝子は4番染色体に位置し、他のいくつかのCXCケモカイン遺伝子とクラスターを形成している。

## 機能
CXCL10はIFN-γに応答して、単球、内皮細胞、線維芽細胞などいくつかの細胞種から分泌される。CXCL10は、単球、マクロファージ、T細胞、NK細胞、樹状細胞に対する走化性因子、T細胞の内皮細胞への接着、抗腫瘍活性、骨髄系細胞の細胞のコロニー形成や血管新生の阻害など、いくつかの役割が知られている。
このケモカインは、細胞表面のケモカイン受容体CXCR3に結合することで、その効果を発揮する。

## 構造
CXCL10の結晶構造は3種類の異なる条件で決定されており、最大分解能は1.92 Åである。

## バイオマーカー
CXCL9、CXCL10、CXCL11は、心不全や左室機能障害の発症に関する有効なバイオマーカーとなることが示されており、これらのケモカインの濃度と有害な心臓リモデリングとの病態生理学的関連が示唆されている。

## 臨床的意義
C型肝炎ウイルス（HCV）のジェノタイプ1型または4型の慢性感染において、抗ウイルス治療の完了後にウイルス学的著効（SVR）が達成されなかった患者では、治療前の基底レベルのCXCL10の血漿中濃度が上昇している。血漿中のCXCL10濃度は肝臓内のCXCL10のｍRNA量を反映しており、どちらも全てのHCVジェノタイプにおいてインターフェロン・ リバビリン併用療法時のHCV RNAの減少率の予測因子となる。このことはHIVの共感染患者にも当てはまり、CXCL10濃度が150 pg/mL未満であることが良好な応答の予測因子となる。CXCL10濃度は、こうした治療困難な患者に対して治療の開始を促すために有用な指標となる可能性がある。リーシュマニア症の原因となる病原体Leishmania majorは、GP63と呼ばれるプロテアーゼを用いてCXCL10を切断する。このことは、CXCL10がリーシュマニアのような特定の細胞内病原体に対する宿主防護機構に関与していることを示唆している。

## 関連文献
- “Mig and IP-10: CXC chemokines that target lymphocytes”. Journal of Leukocyte Biology 61 (3):  246–57. (March 1997). doi:10.1002/jlb.61.3.246. PMID 9060447.
- “The immunobiology of interferon-gamma inducible protein 10 kD (IP-10): a novel, pleiotropic member of the C-X-C chemokine superfamily”. Cytokine & Growth Factor Reviews 8 (3):  207–19. (September 1997). doi:10.1016/S1359-6101(97)00015-4. PMID 9462486.